# Bisdom Erie
Het bisdom Erie (Latijn: Dioecesis Eriensis) is een rooms-katholiek bisdom met als zetel Erie, in de Amerikaanse staat Pennsylvania. Het bisdom is suffragaan aan het aartsbisdom Philadelphia. 

## Geschiedenis
Het bisdom werd opgericht op 29 juli 1853, uit delen van het bisdom Pittsburgh, en was suffragaan aan het aartsbisdom Baltimore. Op 12 februari 1875 veranderde het van kerkprovincie en werd suffragaan aan het aartsbisdom Philadelphia. 

## Parochies
Het bisdom had in 2023 een oppervlakte van 25.734 km2 en telde 810.232 inwoners waarvan 24,0% rooms-katholiek was.

## Bisschoppen
- Michael J. O’Connor (29 juli 1853 - 20 december 1853)
- Joshua Maria Young (20 december 1853 - 18 september 1866)
- Tobias Mullen (3 maart 1868 - 15 september 1899)
- John Edmund Fitzmaurice (15 september 1899 - 18 juni 1920; coadjutor sinds 14 december 1897)
- John Mark Gannon (26 augustus 1920 - 9 december 1966; hulpbisschop sinds 13 november 1917, aartsbisschop op persoonlijke titel sinds 25 november 1953)
  - Edward Peter McManaman (hulpbisschop: 24 juli 1948 - 18 juli 1964)
- John Francis Whealon (9 december  1966 - 28 december 1968)
- Alfred Michael Watson (17 maart 1969 - 16 juli 1982; hulpbisschop sinds 17 mei 1965)
- Michael Joseph Murphy (16 juli 1982 - 2 juni 1990; coadjutor sinds 20 november 1978)
- Donald Walter Trautman (2 juni 1990 - 31 juli 2012)
- Lawrence Thomas Persico (31 juli 2012 - heden)

## Galerij van afbeeldingen

Wapen van het bisdom
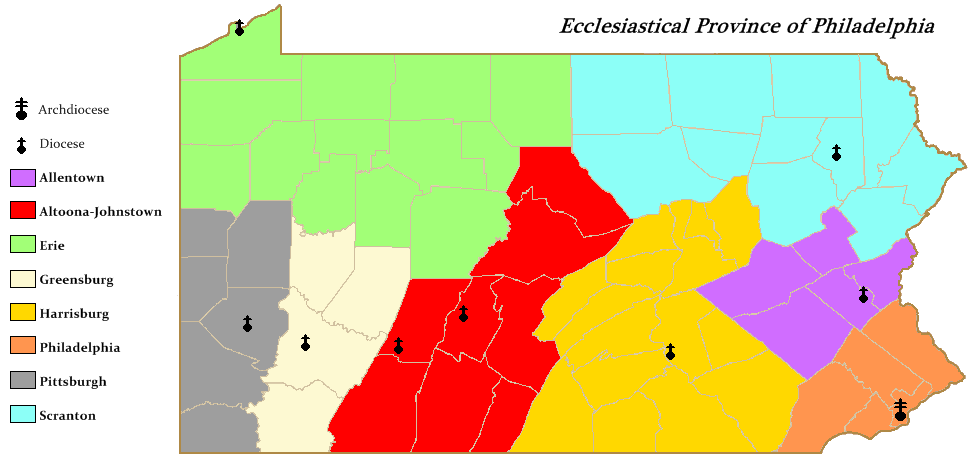
Kerkprovincie met aartsbisdom en suffragane bisdommen

Philadelphia (aartsbisdom) · Allentown · Altoona-Johnstown · Erie · Greensburg · Harrisburg · Pittsburgh · Scranton
Voormalig: Allegheny